# Indochinesische Rajah-Ratte

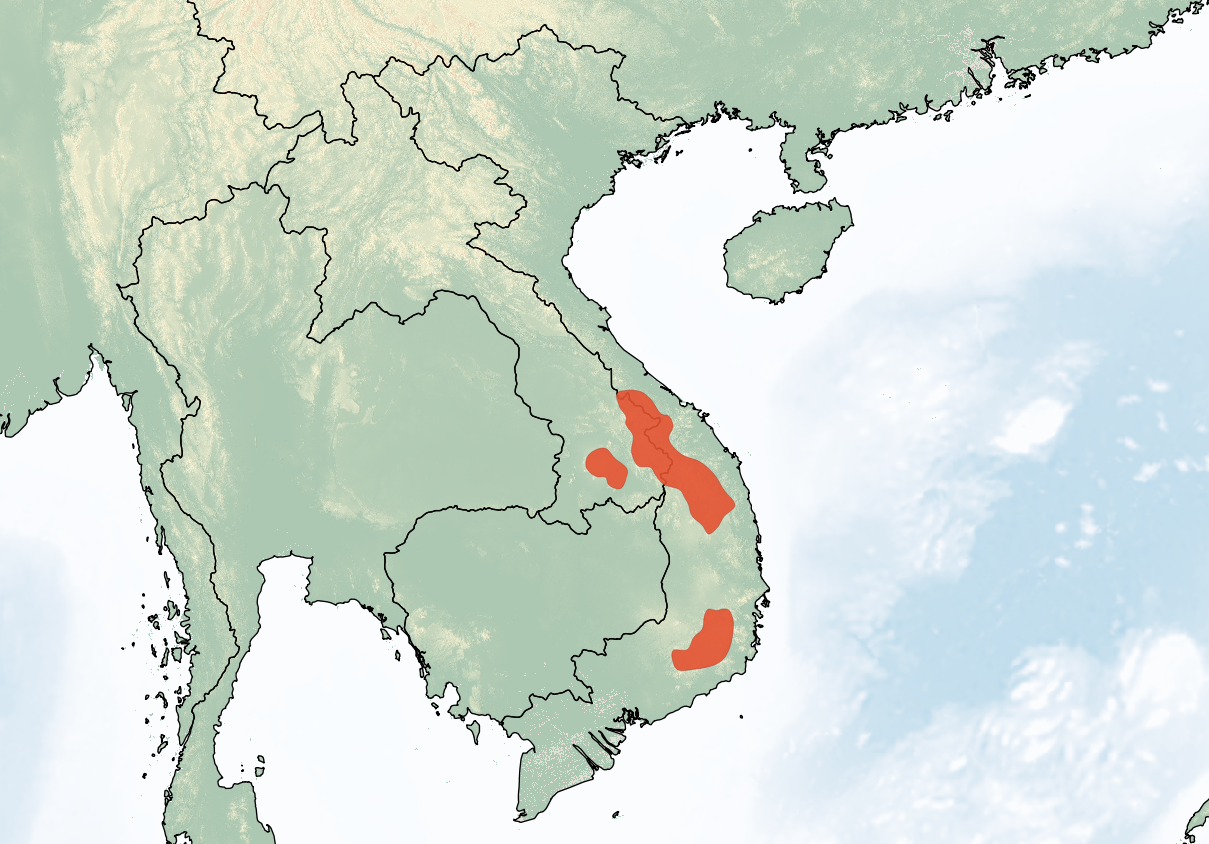
Verbreitungsgebiet der Indochinesischen Rajah-Ratte

Die Indochinesische Rajah-Ratte (Maxomys moi) ist ein in Vietnam und Laos verbreitetes Nagetier in der Gattung der Rajah-Ratten. Die Population wurde zeitweilig in die Rote Rajah-Ratte (Maxomys surifer) eingeordnet und beide Arten scheinen Schwestertaxa zu sein. Laut anderen Studien trennte sich die Art als erste von der Entwicklungslinie der anderen Gattungsmitglieder.

## Merkmale
Diese große Rajah-Ratte ist ohne Schwanz 142 bis 208 mm lang, die Schwanzlänge liegt bei 157 bis 202 mm und das Gewicht variiert zwischen 80 und 220 g. Es sind 37 bis 44 mm lange Hinterfüße und 22 bis 27 mm lange Ohren vorhanden. Typisch ist kurzes weiches Fell ohne Stacheln. Das orangebraune Fell der Oberseite ist auf der Rückenmitte am dunkelsten. Es wird zu den Seiten hin heller. Eine Blesse auf der Stirn und die Schnauze sind braun. Es besteht eine deutliche Grenze zur weißen Unterseite, welche die schmalen Füße einschließt. Kennzeichnend für den Kopf sind abgerundete graubraune Ohren und lange Vibrissen. Die Aufteilung des Schwanzes in eine dunkelbraune Oberseite und eine weiße Unterseite ist deutlich. Die Zitzen der Weibchen sind paarig und gleichmäßig über die Unterseite verteilt angeordnet. Die Indochinesische Rajah-Ratte hat einen diploiden Chromosomensatz mit 52 Chromosomen (2n=52).

## Verbreitung und Lebensweise
Dieses Nagetier hat mehrere disjunkte Populationen in Gebirgen im südlichen Laos und südlichen Vietnam. Sie hält sich zwischen 190 und 1500 Meter Höhe auf. Die Art bewohnt ursprüngliche immergrüne Laubwälder und natürliche Strauchflächen. Vermutlich ist ihr Anpassungsvermögen an Veränderungen gering.
Bezüglich des Verhaltens ist nur bekannt, dass die Indochinesische Rajah-Ratte nachtaktiv und bodenbewohnend ist. Als Tagesversteck werden Erdhöhlen vermutet.

## Gefährdung
In tieferen Lagen wirken sich Landschaftsveränderungen durch Brandrodung negativ aus. Trotz vermuteter Bestandsabnahme kommt die Art häufig vor. Die IUCN listet sie als nicht gefährdet (least concern).